# Diócesis de Shuozhou
La diócesis de Shuozhou o de Shohchow (en latín: Dioecesis Scioceuvensis y en chino: 天主教朔州教区) es una circunscripción eclesiástica de la Iglesia católica en China. Se trata de una diócesis latina, sufragánea de la arquidiócesis de Taiyuan. Desde el 15 de marzo de 2007 su obispo es Paul Ma Cun-guo, aunque para el Anuario Pontificio es sede vacante desde el 25 de julio de 1971. El 15 de julio de 1982 la Asociación Patriótica Católica China la suprimió y unió a parte de otras diócesis para erigir las diócesis patrióticas de Xinzhou y de Yanbei, pero en 1988 fue restaurada en parte al abolirse la diócesis de Yanbei, sin asentimiento de la Santa Sede.

## Territorio y organización
La diócesis tiene 25 000 km² y extiende su jurisdicción sobre los fieles católicos de rito latino residentes en parte de la provincia de Shanxi.
La sede de la diócesis se encuentra en la ciudad prefectura de Shuozhou (llamada por algún tiempo Shuoxian), en donde se halla la Catedral de Nuestra Señora.
En 1950 en la diócesis existían 20 parroquias.

## Historia
La prefectura apostólica de Shohchow fue erigida el 12 de julio de 1926 mediante el breve Cum Nobis del papa Pío XI, obteniendo el territorio del vicariato apostólico de Taiyuanfu (hoy arquidiócesis de Taiyuan).
El 17 de junio de 1932 la prefectura apostólica fue elevada al rango de vicariato apostólico mediante el breve Cum Minister del papa Pío XI.
El 11 de abril de 1946 el vicariato apostólico fue elevado a diócesis con la bula Quotidie Nos del papa Pío XII.
En 1946 el Partido Comunista de China capturó Shuozhou, se impuso en la guerra civil y proclamó la República Popular China el 1 de octubre de 1949. El 4 de septiembre de 1951 China comunista expulsó al nuncio apostólico Antonio Riberi y la Santa Sede continuó reconociendo a la República de China en Taiwán como el legítimo gobierno chino. Todos los misioneros extranjeros fueron expulsados de China comunista en 1952.
La Asociación Patriótica Católica China fue creada con el apoyo de la Oficina de Asuntos Religiosos de la República Popular de China en 1957, con el objetivo de controlar las actividades de los católicos en China. Su nombre público es Iglesia católica china y es referida como la "Iglesia oficial" en contraposición a la "Iglesia subterránea" o "Iglesia clandestina" leal a la Santa Sede.
En el período de 1966 a 1976 la Revolución Cultural se ensañó especialmente contra la religión, destruyéndose numerosas iglesias y cesaron todas las actividades religiosas en la diócesis. La diócesis reasumió sus actividades en la década de 1980.
El 15 de julio de 1982 la Asociación Patriótica Católica China suprimió la diócesis de Shuozhou y la dividió en dos partes: a una de ellas la unió a parte de la diócesis de Datong para erigir al diócesis de Yanbei; y a la otra la unió a parte de la diócesis de Taiyuan (la arquidiócesis rebajada a diócesis) y a parte de la diócesis de Fenyang, para erigir la diócesis de Xinzhou, sin asentimiento de la Santa Sede. En 1988 la diócesis de Yanbei fue abolida y la diócesis de Shuozhou fue restablecida solo con esa parte de su territorio.
El 8 de julio de 1990 Buenaventura Luo Juan fue ordenado obispo "oficial" de Shuozhou. El 8 de febrero de 2004 el obispo octogenario ordenó obispo auxiliar a Ma Cunguo, de 33 años, sin la autorización de las autoridades chinas: esto dio lugar a la ausencia de los dos obispos co-consagrantes habitualmente exigidos por el derecho canónico para la ordenación episcopal. Luo Juan falleció el 15 de marzo de 2007. Fue sucedido por el obispo auxiliar Paolo Ma Cunguo, inicialmente reconocido sólo por la Santa Sede y luego, a partir del 9 de julio de 2020, también por el gobierno chino.
El 22 de septiembre de 2018 se firmó en Pekín el Acuerdo provisional entre la Santa Sede y la República Popular de China sobre el nombramiento de los obispos. El 22 de octubre de 2020 el acuerdo fue prorrogado por otros dos años y en octubre de 2022 por otros dos años más.
Debido a la situación particular de la Iglesia católica en China, la Santa Sede no nombra obispos para las diócesis chinas, que son sedes oficialmente vacantes incluso en presencia de obispos reconocidos por Roma.

## Estadísticas
Según el Anuario Pontificio 1951 la diócesis tenía a fines de 1950 un total de 11 000 bautizados.
| Año                                                                             | Población            | Población | Población      | Sacerdotes | Sacerdotes    | Sacerdotes    | Bautizados por sacerdote | Diáconos permanentes | Religiosos | Religiosos | Parroquias |
| Año                                                                             | Bautizados católicos | Total     | % de católicos | Total      | Clero secular | Clero regular | Bautizados por sacerdote | Diáconos permanentes | Varones    | Mujeres    | Parroquias |
| ------------------------------------------------------------------------------- | -------------------- | --------- | -------------- | ---------- | ------------- | ------------- | ------------------------ | -------------------- | ---------- | ---------- | ---------- |
| 1950                                                                            | 11 000               | 1 300 000 | 0.8            | 28         | 3             | 25            | 392                      |                      |            | 10         | 20         |
| Fuente: Catholic-Hierarchy, que a su vez toma los datos del Anuario Pontificio. |                      |           |                |            |               |               |                          |                      |            |            |            |

## Episcopologio
- Edgar Anton Häring, O.F.M. † (13 de julio de 1927-25 de julio de 1971 falleció)
  - Sede vacante
  - Bonaventure Luo Juan † (8 de julio de 1990 consagrado-15 de marzo de 2007 falleció)
  - Paul Ma Cun-guo, por sucesión el 15 de marzo de 2007 (reconocido por el gobierno chino a partir del 9 de julio de 2020)[11]